# 劉累
劉累（りゅうるい、生没年不詳）は、夏王朝の重臣。帝堯の子孫。劉氏の始祖で、漢の劉邦は劉累の123世の孫と称した。『新唐書』によると、祁氏・杜氏も劉累の子孫という。
豢龍氏という龍を飼い慣らすことができる一族から龍の飼い方を学んでおり、孔甲の命により、龍を養おうとしたが失敗し、逃亡した。異説もあり、死んだ龍の肉を差し上げたところ、孔甲は美味であると喜び、さらに龍の肉を求めたがそれを献上することはできず、逃亡したという説もある。孔甲から御龍氏という姓を賜っている。